# ホームランガール
ホームランガールは、プロ野球セントラル・リーグの球団広島東洋カープのマスコットガールである。

## 概要
- ホームランガールは、1993年に旧広島市民球場時代に「カープホームランガール」としてスタッフ募集して結成された。
- カープホームランガールという名称は、球団内部の正式名称であり、募集や発表時に使われる。それ以外では球団自ら「マツダスタジアムX代目のホームランガール」と紹介している。
- 歴代の数え方には、1993年を初代とするものと、新球場に移った2009年を初代として球場名＋代を数えるやり方がある。球団は現在後者を採用している。[1]
- ホームランガールの存在は、 マツダオールスターゲーム2011にチアリーダー扱いで参加するようになり、その存在が注目されるようになった。12球団で唯一、チアリーダーのいない同球団にとって、実質的にチアリーダーとみなされている。
- チアリーダーが存在しない事で、5回裏に行われる応援「CCダンス」については、球場内の売り子達が踊っている[2]。また、マスコットであるスラィリーのパフォーマンス時には黒子がサポートする。

## 主な活動
主な活動は、その名のとおりMAZDA Zoom-Zoom スタジアム広島（広島市民球場）等でのホームゲームにおいて、ホームランを打った広島の選手に「ホームラン人形」を贈呈することであるが、他に球団イベント進行補助、「CCダンス」の演技等も行っている。

## 資格
- 広島市および近郊に住む、野球・スポーツの大好きな女性[3]
- 18歳 - 29歳（※高校生を除く）[3][4]

## メンバー
| 年度   | 通算   | マツダスタジアム |                          |            |            |
| ------ | ------ | ---------------- | ------------------------ | ---------- | ---------- |
| 1993年 | 初代   | -                | 藤原順子                 |            |            |
| 1994年 | 2代目  | -                |                          |            |            |
| 1995年 | 3代目  | -                |                          |            |            |
| 1996年 | 4代目  | -                |                          |            |            |
| 1997年 | 5代目  | -                |                          |            |            |
| 1998年 | 6代目  | -                | 朝倉めぐみ               | 小山由美   | 山根真代   |
| 1999年 | 7代目  | -                | 遠藤美香                 | 西本佳世   | 川藤有希子 |
| 2000年 | 8代目  | -                | 若下裕子                 | 玉井亜由美 | 田中希     |
| 2001年 | 9代目  | -                | 米盛博美                 | 山田恵理   | 植常三紀子 |
| 2002年 | 10代目 | -                | 玉井和美                 | 山本紀子   | 伊達昌代   |
| 2003年 | 11代目 | -                | 田部聖良                 | 友田ゆか   | 土井穂波   |
| 2004年 | 12代目 | -                | 佐伯奈々恵               | 坂井美幸   | 築城麻記   |
| 2005年 | 13代目 | -                | 山本麻衣子               | 川村あゆみ | 上野仁美   |
| 2006年 | 14代目 | -                | 鬼村美恵子               | 岡村咲江   | 桑原麻実   |
| 2007年 | 15代目 | -                | 出田陽子                 | 加藤早紀   | 辻亜矢子   |
| 2008年 | 16代目 | -                | 亀山史絵                 | 岡田美彩   | 大元祐佳   |
| 2009年 | 17代目 | 初代             | 高橋彩                   | 生川笑子   | 杉岡沙絵子 |
| 2010年 | 18代目 | 2代目            | 藤安梨沙                 | 岡田綾香   | 野崎仁美   |
| 2011年 | 19代目 | 3代目            | 清水梨紗子               | 石田麻衣   | 森本有紀   |
| 2012年 | 20代目 | 4代目            | 不動美咲                 | 山本さとり | 兵藤千尋   |
| 2013年 | 21代目 | 5代目            | 吾野麻綾                 | 越智里穂   | 戸田世菜   |
| 2014年 | 22代目 | 6代目            | 伊藤里奈                 | 中島結香   | 石丸春華   |
| 2015年 | 23代目 | 7代目            | 大谷有紀                 | 佐々木麻悠 | 安藤美優   |
| 2016年 | 24代目 | 8代目            | 志田原かれん             | 村上友梨   | 杉原稚菜   |
| 2017年 | 25代目 | 9代目            | 林悠里詠                 | 布野未紗季 | 土橋愛美   |
| 2018年 | 26代目 | 10代目           | 隅田ちはる               | 大廻詩瑛   | 白石恵     |
| 2019年 | 27代目 | 11代目           | 相原咲瑠                 | 森光玲衣   | 岩見萌愛   |
| 2020年 |        |                  | 募集はあったが結果は不明 |            |            |
| 2021年 |        |                  | 不明                     |            |            |
| 2022年 |        |                  | 不明                     |            |            |
| 2023年 | ？代目 | ？代目           | 菅原美憂                 | 中岡茜美   |            |
| 2024年 | ？代目 | ？代目           | 若山季桜                 | 庄野美玲   | 瀬戸愛永   |

## 特記事項
- 2011年のオールスターゲームにおいて、他の10球団（阪神を除く）のマスコットガール、チアリーディングチーム等と共演し、「全国デビュー」を果たした。
- ホームランを期待される場面、なかなかホームランが出ない場面でぬいぐるみを抱えて待つショットを抜かれる事がある。
- 球場のネーミングライツにより名称が変った場合、ホームランガールが初代に戻るのか、2009年を基準に継続するのか、球団側からの見解が公表されていない。
- 2015年8月23日、球団の企画でブラッド・エルドレッドの母親が1日限定ホームランガールを担当し、初回の丸佳浩の先頭打者本塁打でマスコット人形を手渡した[14][15]。